# プレニルシステインオキシダーゼ
プレニルシステインオキシダーゼ（prenylcysteine oxidase）は、次の化学反応を触媒する酸化還元酵素である。
S-プレニル-L-システイン + O2 + H2O {\displaystyle \rightleftharpoons } プレナール + L-システイン + H2O2
反応式の通り、この酵素の基質はS-プレニル-L-システインとO2とH2O、生成物はプレナールとL-システインとH2O2である。
組織名はS-prenyl-L-cysteine:oxygen oxidoreductaseで、別名にprenylcysteine lyaseがある。